# 애니메이터 목록
다음은 애니메이터의 목록이다. 가나다순으로 정렬하였다.

## 가
- 간자키 히로
- 고토 준지
- 겐디 타르타코브스키
- 김대중 - 《2020년 우주의 원더키디》의 감독

## 나
- 네이선 그레노
- 닉 파크

## 다
- 댄 스캔런
- 댄 포글먼
- 딘 드블루아

## 라
- 로니 델카르멘
- 로런 몽고메리
- 로런 파우스트
- 론 클레먼츠
- 루시 톰슨
- 리베카 슈거
- 리 언크리치
- 리치 무어

## 마
- 마이크 저지
- 마츠바라 히데노리
- 맥스 플라이셔
- 미야자키 하야오
- 미카엘 뒤독 더빗

## 바
- 바이런 하워드
- 브래드 버드
- 브루스 팀

## 사
- 사다모토 요시유키
- 사이먼 웰스
- 샘 류
- 서럽 밴 오먼
- 세스 맥팔레인
- 스카일러 페이지
- 스콧 코슨
- 스티브 울프하드
- 시리아크 해리스
- 시모카와 오텐

## 아
- 아마노 요시타카
- 아오이 사요
- 아카이 타카미
- 알렉스 허쉬
- 애덤 무토
- 앤드루 스탠턴
- 앤디 리스타이노
- 야마다 나오코
- 야스히코 요시카즈
- 야타베 카츠요시
- 연상호
- 우루시하라 사토시
- 월터 랜츠
- 월트 돈
- 윌리엄 해나
- 유아사 마사아키
- 이선 스폴딩
- 이시하라 타츠야
- 이케다 가즈미
- 이쿠하라 쿠니히코

## 자
- 저스틴 로일랜드
- 전용덕
- 재러드 부시
- 제니퍼 리
- 제니퍼 여 넬슨
- 제프 "스왐피" 마쉬
- J. G. 퀸텔
- 조 랜프트
- 조시 쿨리
- 조지프 바베라
- 존 래시터
- 존 머스커
- 존 크리스펄루시

## 차
- 추포 가보르
- 츠루마키 카즈야

## 카
- 카와지리 요시아키
- 코디 캐머런
- 콜 산체스
- 크레이그 맥크라켄
- 크리스 매케이
- 크리스 밀러
- 크리스 벅
- 크리스 사비노
- 크리스 웨지

## 타
- 타케모토 야스히로
- 테리 길리엄
- 텍스 에이버리
- 토니 리언디스
- 톰 맥그래스
- 톰 허피치
- 팀 밀러

## 파
- 펜들턴 워드
- 폴 루디시
- 프레더릭 백
- 피에르 코팽
- 피터 레페니오티스
- 피터 손

## 하
- 호리구치 유키코
- 호소다 마모루